# Hildegard Körner
Hildegard Körner, född den 20 december 1959 som Hildegard Ullrich, är en tysk före detta friidrottare som tävlade i medeldistanslöpning för Östtyskland.
Körner deltog vid EM 1978 i Prag där hon blev femma på 800 meter. Hon deltog vidare vid Olympiska sommarspelen 1980 där hon blev femma. Ytterligare en femteplacering blev det vid EM 1982 i Aten. Hennes främsta merit är silvermedaljen på 1 500 meter vid VM 1983 i Helsingfors.

## Personliga rekord
- 800 meter - 1.57,45 från 1978
- 1 500 meter - 3.58,67 från 1987